# Caudebec-lès-Elbeuf
Caudebec-lès-Elbeuf is een gemeente in het Franse departement Seine-Maritime (regio Normandië) en telt 10.558 inwoners (2016). De plaats maakt deel uit van het arrondissement Rouen.

## Geografie
De oppervlakte van Caudebec-lès-Elbeuf bedraagt 3,7 km², de bevolkingsdichtheid is 2676,8 inwoners per km². De plaats is aan Saint-Pierre-lès-Elbeuf en Elbeuf vastgebouwd. 
Deze drielingstad ligt aan de zuidoever van de  hier sterk door een 100 m diepe vallei  meanderende Seine ca. 15 km ten zuidoosten van Rouen. De dichtstbijzijnde autosnelweg is de A139, 10 km oostelijk voorbij Criquebeuf-sur-Seine.
Het gedeelte van de plaats, dat zich aan de Seineoever bevindt, ligt op slechts 4 m boven NAP. Het hoogste punt ligt 71 m hoger.
De onderstaande kaart toont de ligging van Caudebec-lès-Elbeuf met de belangrijkste infrastructuur en aangrenzende gemeenten.

## Economie
In Caudebec-lès-Elbeuf staat aan de Seine een grote  fabriek van Safran Aerosystems, voorheen Zodiac Aerospace. Hier worden vliegtuigonderdelen en airbags geproduceerd.

## Geschiedenis
Op de plaats waar Caudebec nu ligt, lag voor het begin van onze jaartelling , aan een oude handelsweg naar Lutetia (Parijs) een nederzetting van de Gallische stam der Aulerques, genaamd Uggade. Deze plaats komt ook voor op de Peutingerkaart uit de 4e eeuw. Ter plaatse zijn enkele belangrijke archeologische vondsten gedaan. De interessantste daarvan is een al in de 19e eeuw opgegraven  keramieken beeldje van een met Venus gelijkgestelde godin. De pottenbakker heeft het in het Gallisch gesigneerd. Er staat te lezen: rextugenos sullias avvot wat volgens deskundigen betekent: : « Rextugenos, zoon van Sullias, heeft mij gemaakt ». Franse archeologen noemen zulke beeldjes, die uitsluitend in Frankrijk zijn gevonden, een Vénus à gaine.
Aan het eind van de 10e eeuw wordt de plaats Caudebec voor het eerst genoemd. De naam is gegeven door de Normandiërs, en is Oudnoords: kaldr bekkr twee algemeen Germaanse woorden met de betekenis: koud en beek. In de 12e eeuw werd de nog steeds in het centrum staande Notre-Dame (Onze-Lieve-Vrouwekerk) gebouwd.

## Demografie
Onderstaande figuur toont het verloop van het inwonertal (bron: INSEE-tellingen).